# 장재훈
장재훈(張材熏, 1988년 8월 25일 ~ )은 KBO 리그 한화 이글스의 내야수이다. 2013 시즌 후 공익근무요원으로 입대했다. 개명 전 이름은 장철희이다.
??

## 출신학교
- 서흥초등학교
- 신흥중학교
- 유신고등학교
- 경희대학교